# Jone Spartano
Jone Spartano – all'anagrafe Ione – (Castellammare di Stabia, 8 dicembre 1927) è un ex calciatore e allenatore di calcio italiano, di ruolo centrocampista.

## Carriera

### Giocatore
Cresciuto nella Juve Stabia e nell'Ercolanese, nel 1946 venne acquistato dal Napoli, approdando così in Serie A. Esordì in massima serie il 1º giugno 1947 in Napoli-Inter (1-0). In tre stagioni in maglia azzurra collezionò 54 presenze e tre reti, quindi nel 1949 si trasferì alla Roma, dove rimase per due anni prima di trasferirsi all'Udinese. Nel 1952 passò al Brescia, in Serie B, quindi nel 1954 si trasferì al Catania, dove terminò la carriera. In massima serie collezionò complessivamente 100 presenze e 9 reti.

### Allenatore
Da allenatore guidò più volte il Savoia di Torre Annunziata sempre in coppia con Giulio Lopez, tranne che nella stagione 1972-73. La prima volta fu nel 1964, quando sostituì Bruno Pesaola chiamato alla corte del Napoli. Vinse gli spareggi promozione per la Serie D rimanendovi fino alla fine del campionato successivo. Nel 1965-66 allenò l'Internapoli ma nel maggio del 1966 ritornò al Savoia per sostituire Giacomo Blason e vi rimase fino all'8ª giornata del 1968-69 quando fu sostituito da Pietro Santin. L'ultima stagione sulla panchina dei napoletani fu nel campionato 1972-1973, chiamato alla 10ª giornata ed esonerato alla 32ª. Nella stagione 1975-1976 subentra a Luigi Biccari sulla panchina della Puteolana, che conclude la stagione alla 16ª posizione dopo aver ottenuto 32 punti.

## Palmarès

### Allenatore

#### Competizioni regionali
- Prima Categoria: 1

Savoia: 1963-1964 (girone campano)